# Nickelboussingaultite
La nickelboussingaultite è un minerale.